# Buzovik
Buzovik en albanais et Buzovik en serbe latin (en serbe cyrillique : Бузовик) est une localité du Kosovo située dans la commune/municipalité de Viti/Vitina, district de Gjilan/Gnjilane (Kosovo) ou district de Kosovo-Pomoravlje (Serbie). Selon le recensement kosovar de 2011, elle compte 521 habitants, dont une majorité d'Albanais.

## Histoire
Sur le territoire du village se trouve le monastère Saint-Michel, dont l'origine remonte au XIVe siècle ; il est inscrit sur la liste des monuments culturels protégés de la république de Serbie et sur la liste des monuments culturels du Kosovo.

## Démographie

### Évolution historique de la population dans la localité
| 1948 | 1953 | 1961 | 1971 | 1981 | 1991 | 2011 |
| ---- | ---- | ---- | ---- | ---- | ---- | ---- |
| 249  | 290  | 379  | 437  | 476  | 580  | 521  |

|  |